# Георг Вилхелм фон Сименс
Георг Вилхелм фон Сименс (Georg Wilhelm von Siemens; * 30 юли 1855 в Берлин; † 14 октомври 1919 в Ароза, кантон Граубюнден, Швейцария), известен като Вилхелм Сименс, от 1888 г. фон Сименс, е крупен германски индустриалец, земевладелец и кралски пруски съветник.
Син е на изобретателя Вернер фон Сименс (1816–1892) и първата му съпруга Матилде Друман (1824–1865). Брат е на Арнолд фон Сименс (1853–1918), който му е съдружник.
На 21 юни 1882 се жени за Елеоноре Сименс (* 2 март 1860; † 26 юли 1919), дъщеря на чифликчията Фердинанд Сименс.
Баща е на:
- Вилхелм Фердинанд фон Сименс (* 1885)
- Матилде Елеоноре Евелине фон Сименс (* 1888)

Той завършва математика и природни науки (1876–1879) на университетите Хайделберг, Лайпциг и Берлин.
От 1880 г. работи в бащината фирма Сименс & Халске, от 1884 г. е съсобственик и ръководител на предприятието.
На 5 май 1888 г. е издигнат заедно с баща му в благородничество и получава титлата фон Сименс.

## Признание
- 1905: Почетен доктор на Техническия университет в Дрезден
- 30 юли 1915: Почетен доктор на Университета Фридрих Вилхелм в Берлин

## Произведения
- Die Freiheit der Meere. E.S. Mittler & Sohn, Berlin 1917.
- Belgien und die Abrüstungsfrage. E.S. Mittler & Sohn, Berlin 1918 (= Der Tag. Nr. 276/78, 1917).